# Stade Plan de San Luis Potosí
Le stade Plan de San Luis Potosí est un ancien stade de football situé à San Luis Potosí au Mexique,,.